# The Texas Chainsaw Massacre: The Beginning
The Texas Chainsaw Massacre: The Beginning är en amerikansk film och prequel till The Texas Chainsaw Massacre från 2003. Filmen regisserades av Jonathan Liebesman och hade biopremiär i USA den 6 oktober 2006.
Filmen hade från början undertiteln "The Origin". New Line Cinema fick betala 3.1 miljoner dollar mer än väntat för att behålla rättigheterna till serien, efter att Dimension Films lagt ett bud för att köpa den från rättighetshavarna. Filmen tjänade hälften av vad originalfilmen tjänade in.

## Handling
Den 7 augusti 1939 dör en kvinna efter att hon fött ett barn på en köttfabrik i Travis County, Texas. Barnet överges och läggs i en soptunna. Barnet upptäcks av en tiggare, Luda Mae Hewitt, när hon letar efter mat. Hon döper barnet till Thomas och tar med honom hem. Thomas växer upp och börjar jobba på samma slaktfabrik, där han jobbar åt samma man som kastade honom i soppen. Fabriken stängs av en hälsoinspektör, på grund av dess horribla skötsel. Thomas lämnar fabriken, efter att chefen förolämpat honom. Senare samma dag återvänder Thomas och dödar brutalt sin chef med en slägga. När han lämnar fabriken hittar han en motorsåg. Sherrif Hoyt meddelar Charlie Hewitt, Luda Maes son, vad Thomas gjort och följer med Hoyt för att arrestera honom. När de hittar Thomas, dödar Charlie sheriffen med ett hagelgevär och tar hans identitet. Charlie och Thomas tar med sheriffens kropp hem och familjen gör gryta av honom och Charlie berättar för familjen att de aldrig ska behöva gå hungriga igen.
I juli, 1969 åker två bröder, Eric och Dean, tvärs över landet tillsammans med sina flickvänner, Chrissie och Bailey. De stannar till vid ett lokalt matställe, där de stöter på ett gäng motorcyklister. Medan gruppen åker iväg, fortsätter en kvinnlig motorcyklist, Alex, att följa efter dem. En jakt uppstår, vilket slutar med att gruppen krockar med en ko och välter med sin bil. Charlie Hewitt/Sheriff Hoyt kommer snabbt till platsen och skjuter omedelbart Alex och kastar hennes kropp i sin bil. Han tvingar vde andra att gör samma sak och ringer sedan Uncle Monty för att hämta upp vraket. Hans kommer med sin bil och hämtar upp vraket, som Chrissie gömt sig i.
Hoyt tar gruppen till Hewitt-huset och beordrar Thomas att slakta Alex. Han tar sedan Eric och Dean till en lada och hänger upp dem i sina armar från takbjälkarna; han binder sedan fast Bailey i köksbordet. Chrissie ser sina vänner fastbundna och springer till motorvägen. Hon lyckas stoppa en av motorcyklisterna, Holden, och hon berättar vad som hänt hennes vänner och Alex. Holden tar fram en revoler och följer med Chrissie till huset.
I Hewitts hus, lindar Hoyt in Erics ansikte med cellofan, vilket sakta kväver honom. Dean ber honom att sluta, vilket han till slut gör. Hoyt knivhugger Eric i munnen, vilket gör att han kan andas. Han släpper sedan Dean och säger att om han kan göra 10 armhävningar så är han fri att gå. Medan han försöker, slår Hoyt honom med sin batong. Dean lyckas göra armhävningarna och Hoyt låter honom gå. Han smyger in i huset och räddar Bailey. När de ska fly hinner Hoyt ikapp dem och slår Eric medvetslös, samtidigt som Dean fastnar i en björnfälla. Bailey tar Montys bil och åker därifrån, men Thomas hinner ifatt henne och sätter en köttkrok i hennes mage och drar iväg henne från bilen. Thomas tar sedan hand om Eric och drar ner honom till källaren och spänner fast honom på ett träbord.
Holden går in i huset för att leta efter Alex, men råkar skjuta Monty i knäskålen och tar samtidigt Hoyt som gisslan. Hoyt leder honom till ett badrum där Thomas dödar honom med sin motorsåg. Chrissie hittar Eric och försöker frita honom, men hon får inte loss metallbanden som är fastspikade i bordet. Han kan inte känna sina ben, eftersom Thomas skurit av hans skinn. Chrissie gömmer sig när Thomas kommer ner för trappan med sin motorsåg. Han sågar sedan upp Eric, vilket dödar honom omedelbart. Han flår sedan Erics ansikte och gör en mask av det. Hoyt säger sedan till honom att komma upp. Hoyt beordrar honom att skära av Montys ben eftersom kulan sitter för långt in.
Chrissie hittar senare Bailey och försöker frita henne. Men när de ska fly blir de fångade av Hoyt och Thomas och tar med henne till deras "middag". Väl där sitter Dean medvetslös eftersom Thomas skär halsen av Bailey med en sax. Han tar sedan med sig Chrissie ner till källaren. Chrissie lyckas hugga Thomas i ryggen med en skruvmejsel och flyr genom ett fönster, men Thomas springer efter henne.
Dean återfår medvetandet och springer mot dörren. Han attackerar Hoyt och slår hans huvud mot golvet ett antal gånger. Han springer sedan iväg för att leta rätt på Chrissie. Under tiden gömmer sig Chrissie i slaktfabriken. Hon skär Thomas ansikte med en kniv som hon hittat, men han kastar omkull henne till marken. Dean hinner precis dit och stoppar honom men Thomas dödar honom med sin motorsåg. Under tiden springer Chrissie till en bil i närheten och åker iväg i natten.
Chrissie, desperat efter hjälp, ser en polis som stoppat en förare. När Chrissie ska åka dit, dyker Thomas plötsligt upp i baksätet och hugger ihjäl Chrissie med sin motorsåg. Bilen kraschar in i polisen och den andra föraren, som båda dör. Thomas går sedan ut ur bilen och börjar gå den mörka vägen tillbaka till Hewitt-huset.

## Skådespelare
- Jordana Brewster som Chrissie
- Taylor Handley som Dean
- Diora Baird som Bailey
- Matthew Bomer som Eric
- Andrew Bryniarski som Thomas Hewitt/Leatherface
- Lee Tergesen som Holden
- Cyia Batten som Alex
- R. Lee Ermey som Charlie Hewitt/Sheriff Hoyt
- Terrence Evans som Monty Hewitt
- Marietta Marich som Luda Mae Hewitt
- Kathy Lamkin som Tea Lady
- L.A Calkins som Sloane
- Lew Temple som Sheriff Winston

### Fotnoter
1. ↑  ”The Texas Chainsaw Massacre: The Beginning” (på engelska). Box Office Mojo. 6 oktober 2006. http://www.boxofficemojo.com/movies/?id=tcmbeginning.htm. Läst 22 september 2016.